# Museu Histórico Nacional (Brasilien)

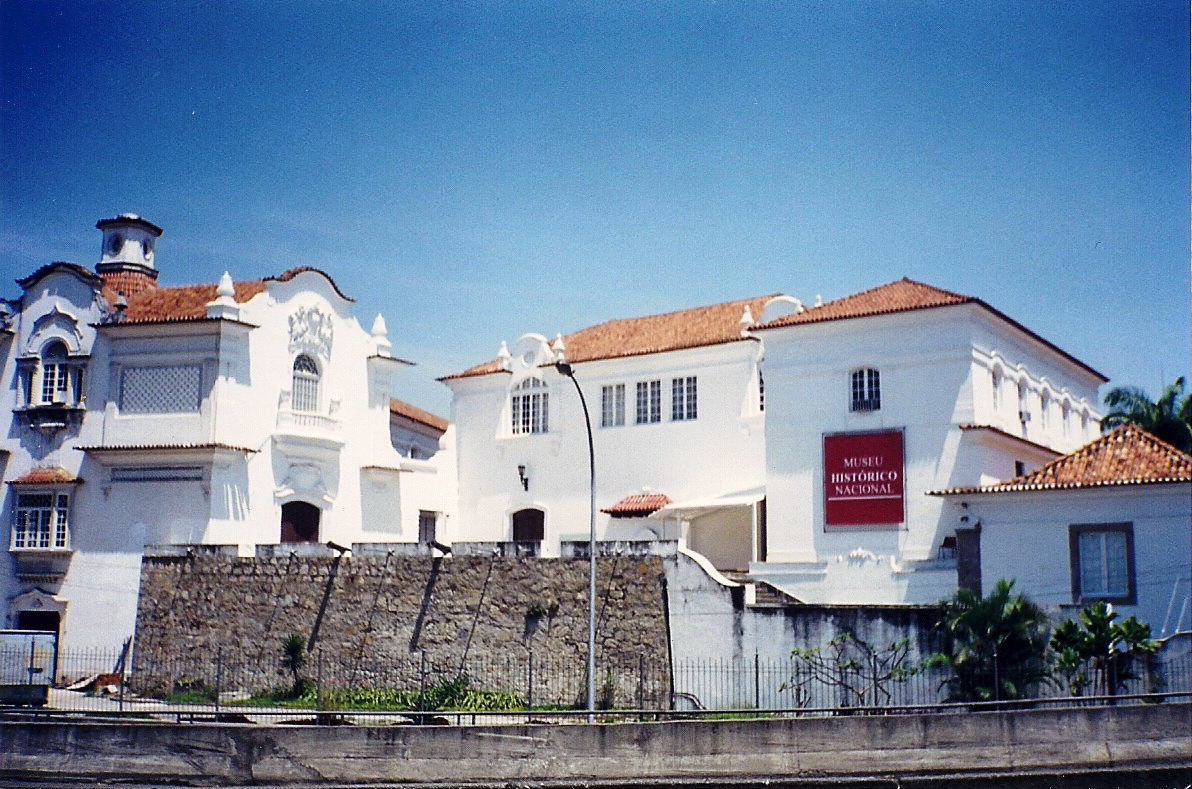
Museu Histórico Nacional, Rio de Janeiro.

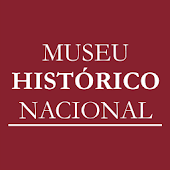
Logo des Museums

Museu Histórico Nacional (MHN) ist das 1922 gegründetes brasilianische historische Nationalmuseum in Rio de Janeiro am Praça Marechal Âncora des historischen Zentrums der Zona Central.
Im Besitz des Museums befinden sich über 287.000 Exponate, darunter eine große Münzsammlung aus Lateinamerika.
Das Museum befindet sich in den Gebäuden des 1603 errichteten Forts St. James of Mercy; die ersten Gebäudekomplexe gehen auf eine 1567 erlassene Order des Königs Sebastian von Portugal zurück. 1693 wurde auf dem Gelände das Gefängnis Calaboose errichtet. 1762 fügte man dem Fort das Munitionsdepot Casa do Trem hinzu. Letzte Erweiterungen waren das Waffenarsenal im Jahre 1764 und Baracken im Jahre 1835.
Das Nationalmuseum wurde im August 1922 per Dekret des brasilianischen Präsidenten Epitácio Pessoa ins Leben gerufen. Das Museum beherbergt unter anderem eine Museumsbibliothek.
Museumsdirektor ist seit 2014 der Historiker Paulo Knauss de Mendonça.

## Veröffentlichungen
- Anais do Museu Histórico Nacional. Jahrgang 1.1940 (1941) – 26.1975; 27.1995 f. ISSN 1413-1803

## Abbildungen

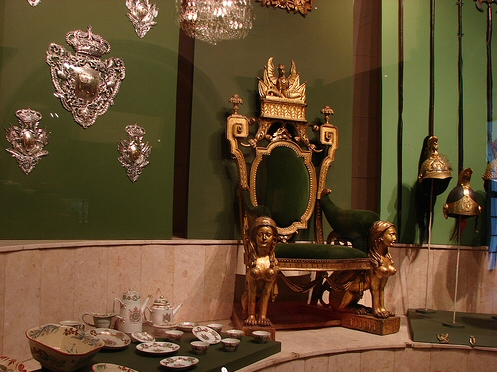
Der Krönungsthron von König Peter II.
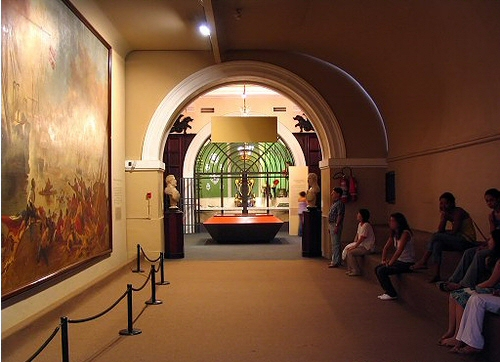
Linke Wand: Eines der bedeutendsten Werke: „Die Schlacht von Riachuelo“, 1882.
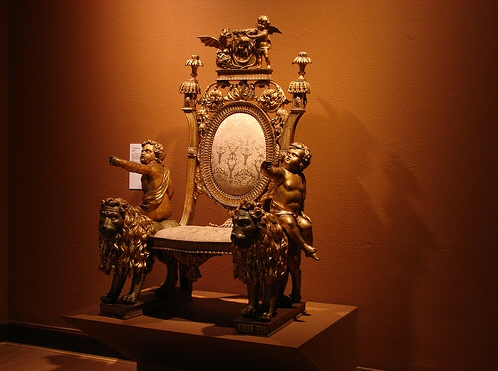
Der Krönungsthron von König Johann VI. von Portugal.
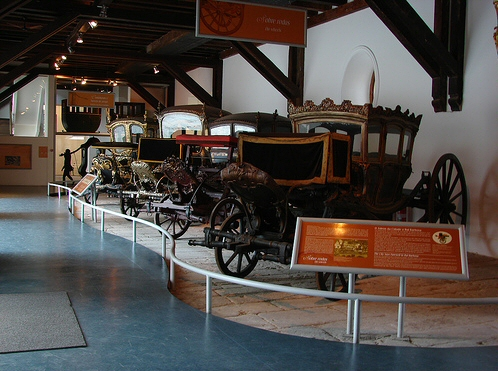
Dauerausstellung, Kutschensammlung.
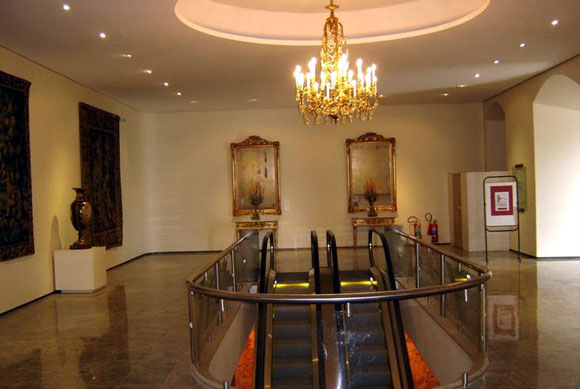
Innenausstattung des Museums.
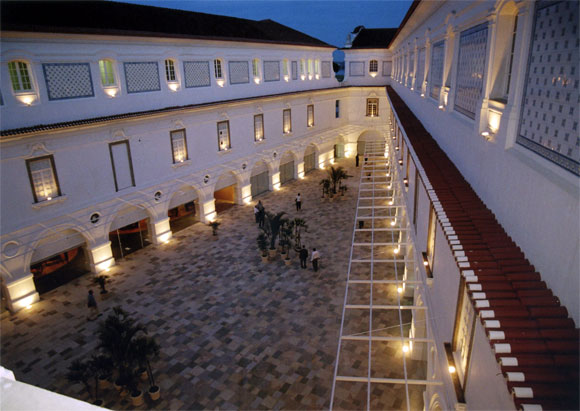
Innenbereich des Museu Histórico Nacional
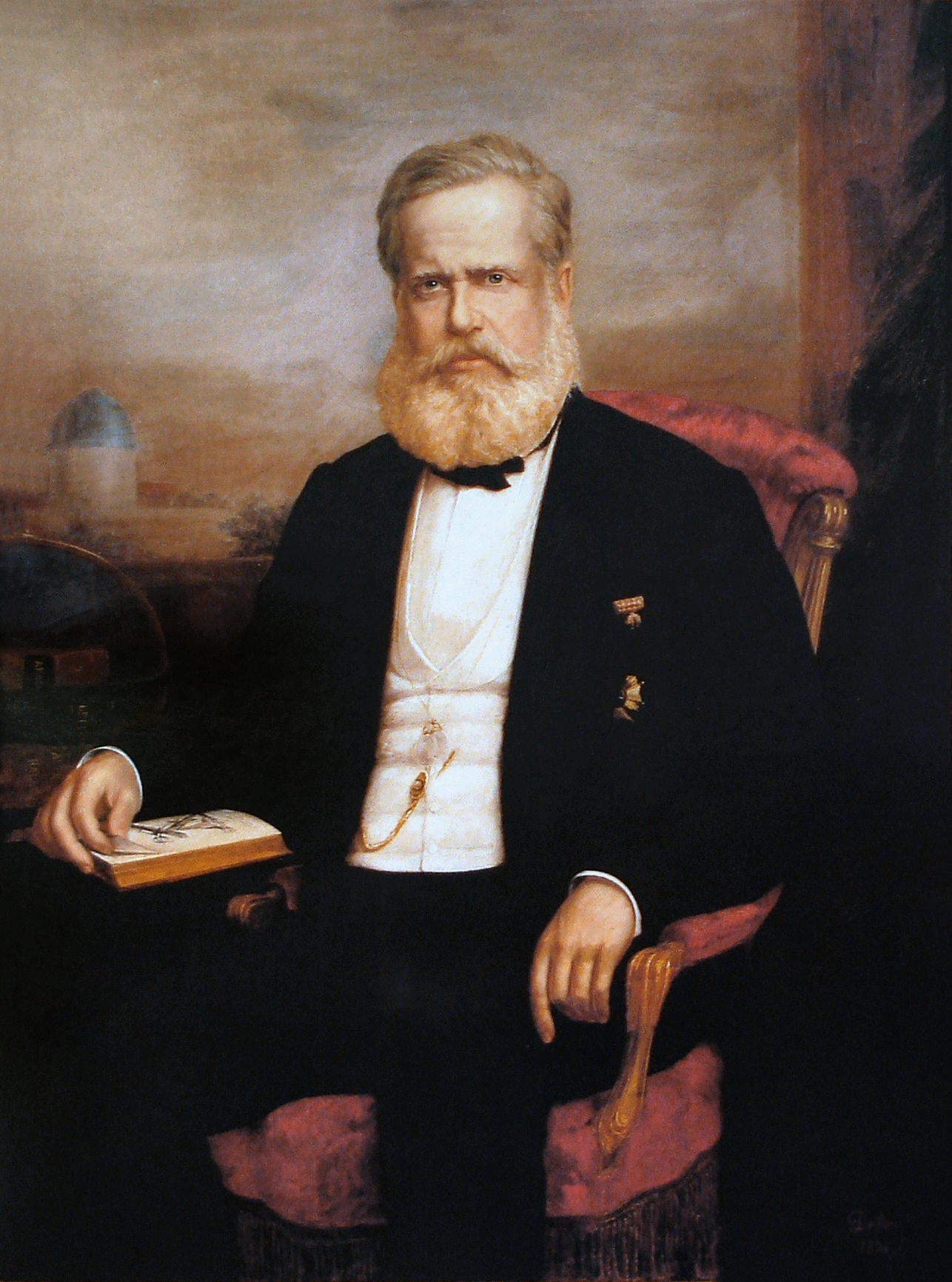
„Retrato de D. Pedro II“ (Delfim da Câmara).
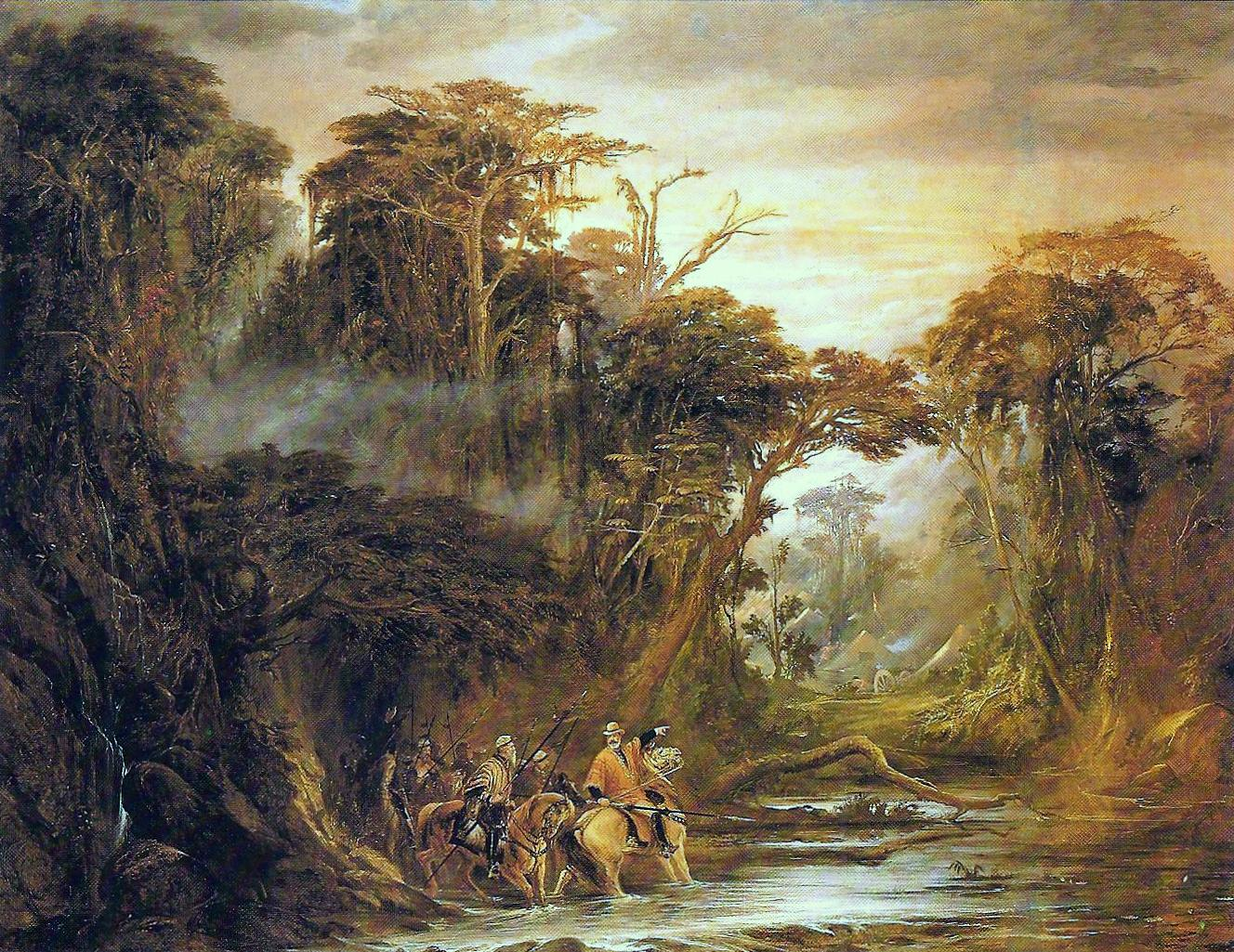
„Passagem do Chaco“ (Pedro Américo).
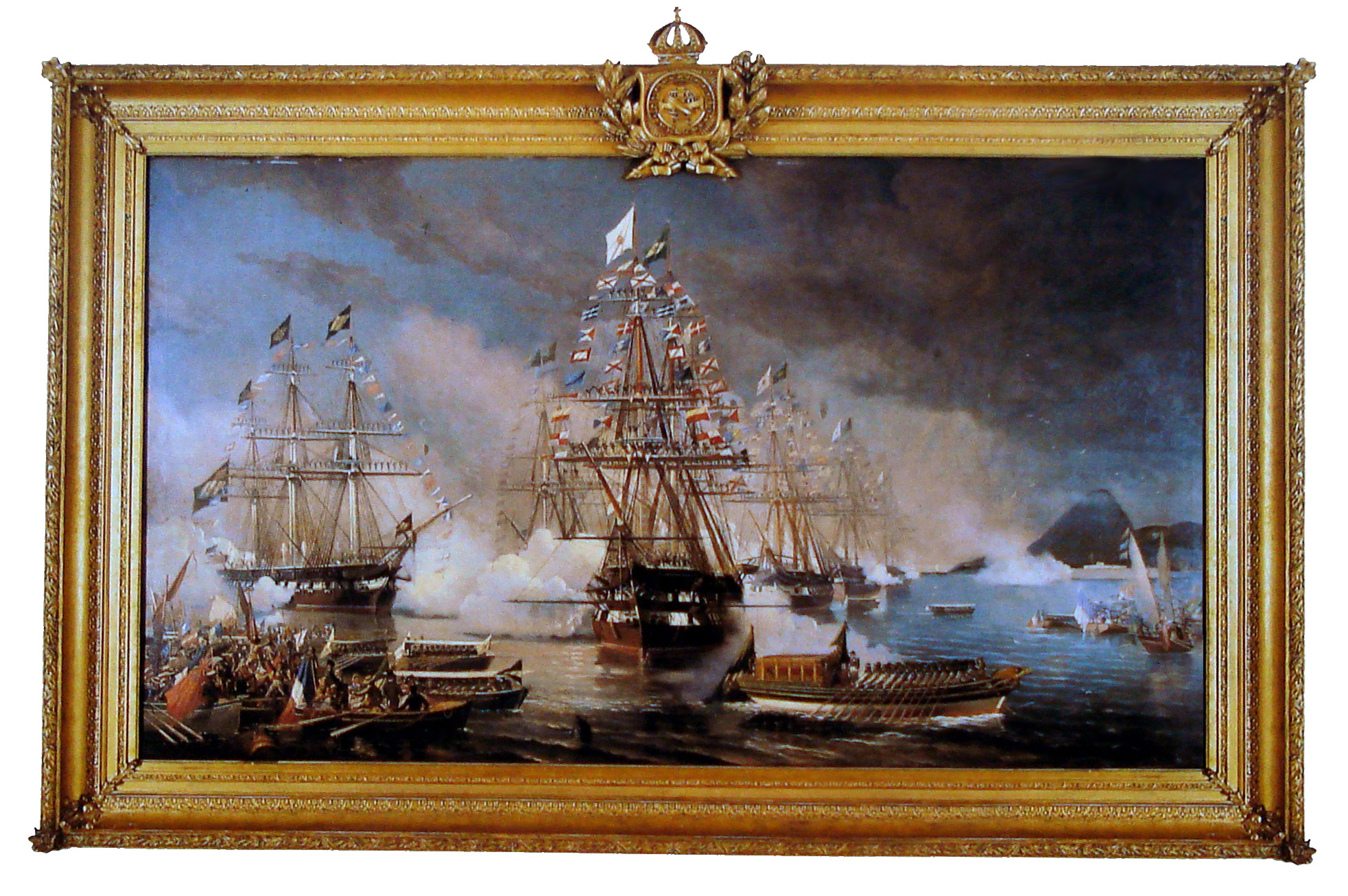
„A fragata Constituição“ (Eduardo de Martino).